# Ace of Base
Ace of Base là một ban nhạc pop đến từ thành phố Göteborg, Thụy Điển. Thành viên bao gồm Ulf "Buddha" Ekberg cùng ba anh chị em, Jonas "Joker" Berggren, Malin "Linn" Berggren và Jenny Berggren. Họ đã phát hành bốn studio album từ năm 1993 và 2002 và bán được hơn 30 triệu bản trên toàn thế giới.
Happy Nation/The Sign là một trong những album đầu tay bán chạy nhất mọi thời đại, được chứng nhận đĩa bạch kim chín lần ở Hoa Kỳ. Ba ca khúc trong album này đã từng giành vị trí hạng 1 đĩa đơn trên bảng xếp hạng Billboard: All that she wants, The Sign và Don't turn around.
Năm 2007, ca sĩ Linn chính thức rời khỏi ban nhạc. Ban nhạc gồm 3 thành viên còn lại vẫn tiếp tục tổ chức những show lưu diễn ở châu Âu và châu Á từ năm 2007 đến hết năm 2009 trước khi Jenny tiết lộ trong tháng 11 năm 2009 là cô sẽ nghỉ tham gia ban vô thời hạn để tập trung cho sự nghiệp đơn ca của mình. Jonas và Ulf sau đó đã tuyển dụng hai nữ ca sĩ mới là Clara Hagman và Julia Williamson. Album đầu tiên của họ là The Golden Ratio được phát hành vào tháng 9 năm 2010.

## Sự nghiệp

### Thành lập
Sau một vài năm tham gia cùng ban G Konrad, năm 1985 Jonas Berggren đã thành lập ban riêng biểu diễn ở trường với 2 người bạn, Johnny Lindén và Niklas Tränk; 2 em gái của ông là Linn và Jenny cũng tham gia vào ban ở vị trí ca sĩ. Ban đã thay đổi rất nhiều tên: Kalinin Prospect, CAD (Computer-Aided Disco), và Tech-Noir. Họ đã biểu diễn tại một số câu lạc bộ ở Thụy Điển với các chất liệu nhạc mới tự viết và kỹ thuật lấy cảm hứng từ ban nhạc The KLF của Anh và chương trình nhạc dance Snap! của Đức.
Johny rời nhóm vào năm 1989. Niklas cũng ra đi vì không tham gia buổi biểu diễn tại Bältesspännarparken vào ngày 06 tháng 8 năm 1990 vì bận đến xem ban nhạc Rolling Stone diễn. Jonas đã mời 1 người bạn khác là Ulf Ekberf cùng tham gia. Bộ tứ mới muốn tìm một cái tên khác để bắt đầu lại. Họ đã chọn tên Ace of Base bởi vì phòng thu đầu tiên của họ đặt tại tầng hầm (Basement) của một xưởng sửa chữa xe hơi và họ là chủ nhân trong phòng thu đó nên lấy tên là Ace of Base.
Tuy nhiên, ban nhạc đã phải rất vất vả để đạt được sự công nhận, theo ca sĩ Jenny, một phần là do thị hiếu của người nghe ở nơi họ sống thiên về các dòng nhạc heavy metal và techno. Trong năm 1991, AOB đã được phỏng vấn trên 1 bài báo quảng cáo của nhà sản xuất John Ballard, người đang tìm kiếm những tài năng mới. John Ballrd không chắc chắn về khả năng của AOB, tuy nhiên ông vẫn giới thiệu họ với Klas Lunding của hãng ghi âm Telegram Records để giúp ban thu âm bản demo đầu tay là bài "Wheel of Fortune" trong studio vừa mới được sửa lại. Nhưng demo này vẫn không thuyết phục Telegram ký hợp đồng với AOB, và các hãng khác ở Thụy Điển cũng không có dấu hiệu quan tâm. Cuối cùng, Ace of Base đã bán bản demo chưa hoàn thành này cho Mega Records của Đan Mạch vào tháng 3 năm 1992 với một giá rẻ. "Wheel of Fortune" đã được thu âm lại và phát hành như một đĩa đơn tại Đan Mạch vào tháng 5 nhưng vẫn không nằm trên bảng xếp hạng. Một video ca nhạc với ngân sách ít ỏi đã được đạo diễn và quay trong một phòng thu nhỏ của Viking Nielsson, và sau hai thất bại, cuối cùng vào tháng 9, họ cũng được nằm trên bảng xếp hạng.

### Happy Nationvà thành công vang dội (1993–1994)
Happy Nation là 1 album đã giúp cho Ace of Base nổi tiếng trên toàn thế giới. Sau khi nghe bản nhạc đang xếp hạng hit 20 của Thụy Điển "Another Mother" do Kayo trình bày, ban nhạc đã quyết định đây chính xác là thứ âm thanh mà họ muốn tạo ra. Họ đã liên hệ với nhà sản xuất bản nhạc trên là Denniz PoP, và gửi cho ông ta 1 demo có tên là "Mr Ace". Một điều ngẫu nhiên là cuốn băng cassette này đã bị kẹt trong máy phát trên xe hơi của Denniz, cho nên ông ta buộc phải nghe đi nghe lại, điều này đã giúp Denniz quyết định sẽ sản xuất bài hát này. Bài hát đổi tên thành "All that she wants", đó là 1 sự kết hợp giữa dub-reggae và pop, cũng chính là thứ âm thanh đặc trưng cho thương hiệu Ace of Base. All that she wants được phát hành vào tháng 10 năm 1992 và sau đó nhanh chóng leo lên vị trí số 1 của bảng xếp hạng tại Đan Mạch, trong khi bản Wheel of fortune chiếm giữ vị trí số 2. Mega Records sau đó tạo sức ép cho ban nhạc để sản xuất 1 album kịp bán trong dịp Noel sắp tới, đĩa LP này được thâu âm vội vã và phát hành chỉ trong vòng vài tuần.
Trước khi tung ra đĩa đơn cùng tên, album "Happy Nation" ngay lập tức gặt hái nhiều thành công ở Denmark và châu Âu. Một hợp đồng đã được ký kết với hãng "Metronome/PolyGram" (sau này sáp nhập chung với Universal Music của Mỹ). Chỉ trong vài tháng, "All that she wants" đã giành vị trí thứ 3 trong bảng xếp hạng của Thụy Điển và liên tục 8 tuần liền giữ vị trí số 1 tại Đức.
Vào tháng 4 năm 1993, "Ace of Base" đã thực hiện song song 2 chương trình "Inner Circle" và "Dr Alban" tại Tel Aviv, Israel với lượng khán giả kỉ lục, 55000 người đã đến xem.
Tháng 5, "All that she wants" tiếp tục giữ vị trí cao trên toàn thế giới và đứng đầu 3 tuần liền trong bảng xếp hạng của Vương Quốc Anh. Tuy nhiên, những nỗ lực của Mega Records không thể giúp cho ban nhạc nổi tiếng tại Mỹ. Mặc dù vậy, với định hướng khác của Clive Davis, người sáng lập hãng Arista records, cuối cùng "All that she wants" cũng giành được vị trí thứ 2 ở bảng xếp hạng Billboard Hot 100.
Davis nhất định phải làm mới bảng phát hành tại Mỹ bằng cách thu âm lại một số bài trong album, và "The Sign" trở thành tên mới của album và cũng là tên của đĩa đơn thứ 2 phát hành tại Mỹ. Nó thành công hơn album đầu, chiếm vị trí 1 suốt 6 tuần và là đĩa đơn bán chạy nhất năm 1994. Ở châu Âu, "The Sign" cũng chiếm vị trí 2 tại Anh và Thụy Điển, và vị trí đầu tại Đức. Hãng PolyGram tái phát hành album này với cái tên: "Happy Nation (US Version)".
Hai đĩa đơn tiếp theo được phát hành là "Living in Danger" và "Don't Turn Around", sáng tác bởi Diane Warren. Bài này trước đây do Tina Turner thu ở mặt B của 1 đĩa đơn và đã từng xếp hạng 1 ở Anh. Davis yêu cầu ban Ace of Base thu âm lại bản nhạc này và nó cũng đã trở thành một hit mới trên toàn thế giới. Đến cuối năm 1994, doanh thu từ đĩa đơn này là một con số đáng kể. Bản "Don't turn around" do Ace of Base trình bày khác với những phiên bản khác bởi vì ban nhạc đã chơi trên nền âm giai thứ.

### The Bridge (1995–1996)
Vào tháng 4 năm 1994, một người hâm mộ cuồng loạn người Đức mang theo dao đã đột nhập vào nhà của gia đình Berggren. Sau sự việc này, AOB đã quyết định thuê vệ sĩ riêng. Tuy nhiên, ban nhạc phải dành hết thời gian để thực hiện album thứ 2 nên này vẫn giữ kín. Để rút gọn thời gian, thay vì Jonas và Ulf sáng tác chính cho album thì mỗi thành viên được khuyến khích đưa ra những bài riêng của mình để xem xét.
Cuối cùng, 17 bài hát đã được thực hiện sau khi đã tỉa gọt bớt và được xuất bản trong album thứ hai mang tên The Bridge. Album này đánh dấu một thay đổi đáng kể, làm đa dạng âm nhạc của họ, bao gồm những âm thanh thử nghiệm và một số bản ballad. Đĩa đơn "Lucky Love" phát hành vào tháng 10 năm 1995 đã giúp ban nhạc giành vị trí số 1 lần đầu tiên ở Thụy Điển. Tháng 2 năm 1996, AOB trình diễn tại Viña del Mar Festival de la Cancion ở Chile và cùng với 2 Unlimited giành vị trí đầu bảng xếp hạng.

### Flowers (1997–1999)
Khoảng thời gian này, Ace Of Base ít trình diễn, chỉ xuất hiện 1 lần vào tháng 7 năm 1997 trong 1 buổi nhạc hội kỷ niệm sinh nhật 20 của công chúa Victoria, Thụy Điển. Họ phải giành hết thời gian để cho ra album thứ 3. Album "Flowers" được xuất bản lần đầu vào tháng 6 năm 1998 với tuyên bố đây là album hay nhất của AOB bởi vì ban nhạc tin tưởng rằng album này mang phong cách rất khác lạ, chứa đựng những giai điệu của nhạc nhà thờ. Các fan hâm mộ đã rất ngạc nhiên khi thấy Jenny đã thay thế Linn ở vị trí hát chính, tuy nhiên Linn vẫn có vẻ hài lòng với vị trí mới.
Mùa thu năm 1999, đĩa đơn "C'est la vie" đạt ví trí đầu trên bảng xếp hạng Tây Ban Nha, "Hello Hello" được xếp hạng thứ 21 tại Tây Ban Nha và 11 ở Phần Lan.

### Tái xuất hiện và tan rã (2002-2009)

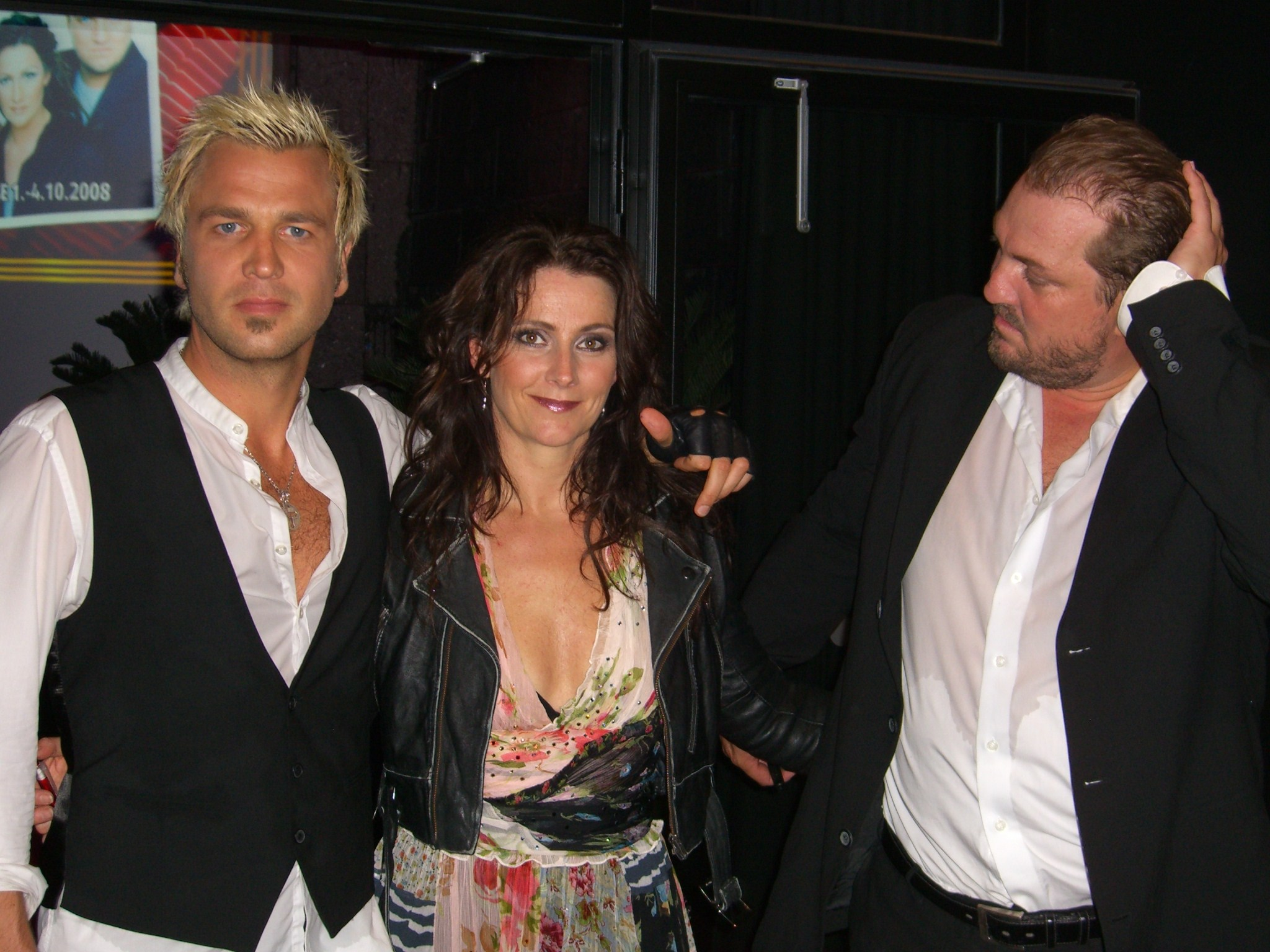
Ulf, Jenny và Jonas buổi trình diễn tại Phần Lan, 2008.

Mùa thu năm 2002, Ace of Base tái xuất hiện sau kỳ nghỉ dài 4 năm với sự ra mắt album thứ 4 "Da capo" chinh phục các bảng xếp hạng ở châu Á (#10 tại Nhật).
Tháng 10 và 11 năm 2005, AOB lại xuất hiện trên sân khấu tại nhạc hội Night of the Proms, Đức, nhưng không có sự tham gia của Malin Berggren (Linn).
Từ tháng 11 năm 2007, ban nhạc thực hiện nhiều chuyến lưu diễn ở Đông Âu, Bắc Âu và châu Á. Đây là chuyến lưu diễn đầu tiên của ban nhạc sau nhiều năm vắng bóng nhưng lần này không có sự tham gia của Malin Berggren vì cô đã chính thức rời ban nhạc vào ngày 3 tháng 12 năm 2007.
30 tháng 11 năm 2009, Jenny Berggren thông báo rời ban nhạc trên trang twitter. Ekberg và Berggren sau đó cũng thông báo ban nhạc sẽ tiếp tục với hai ca sĩ mới, Clara Hagman và Julia Williamson.

### Từ 2010: Một sự khởi đầu mới
Tháng 7 năm 2010, Berggren và Ekberg công bố đĩa đơn và album mới. Ngay sau đó, một đoạn thu âm mới bài "All for you" được đăng trên trang Facebook và trang chủ của ban nhạc.
Ngày 10 Tháng 9 năm 2010 đĩa đơn được phát hành. Album "The Golden Ratio" đã phát hành hai tuần sau đó và đứng thứ 20 trong bảng xếp hạng album tại Đức, và ở vị trí thứ 5 trong bảng xếp hạng Musicload.

## Ảnh hưởng
Nhiều nhạc sĩ và ca sĩ đã chịu sự ảnh hưởng từ âm nhạc của Ace of Base: Lady Gaga đã tuyên bố album "The Fame Monster", với những bài hát như "Alejandro" chịu ảnh hưởng của "siêu giai điệu pop của những năm 90" kiểu tương tự như Ace of Base. Bài "Eh, Eh (Nothing Else I Can Say)" trong album "The Fame" cũng có nét tương đồng.
Katy Perry cũng phát biểu rằng cô muốn album "One of the Boys" của mình cũng có âm thanh tương tự như "The Sign".
Album thứ ba của ban nhạc pop Steps của Anh cũng có nhiều chất liệu âm thanh tương tự như Ace of Base.

## Giải thưởng
- 1993 Swedish Grammi – Best Pop Group [15]
- 1993 Swedish Grammi – TV audience price [15]
- 1993 Bronze BRAVO Otto (Germany) – Best rock/pop Group[16]
- 1994 American Music Award – Favorite Band, Duo or Group - Pop / Rock
- 1994 American Music Award – Favorite New Artist - Pop / Rock
- 1994 Billboard Music Award – No.1 Single
- 1994 Billboard Music Award – Top New Artist
- 1994 Billboard Music Award – Artist of The Year
- 1994 World Music Award – World's Best-Selling Scandinavian Recording Artists of the Year
- 1994 Echo (Germany) – Group of the Year [17]
- 1995 Grammy Awards – Pop Vocal Group(Nominee)
- 1995 Grammy Awards – New Artist(Nominee)
- 1995 World Music Award – World's Best-Selling Scandinavian Recording Artists of the Year
- 1996 World Music Award – World's Best-Selling Scandinavian Recording Artists of the Year
- 1997 World Music Award – World's Best-Selling Scandinavian Recording Artists of the Year
- 2007 BMI Award for over 3 million performances of 'The Sign' on US TV and radio [18]
- 2011 The scandipop award – Best Group Album [19]

## Danh sách đĩa đã phát hành

### Studio album
- Happy Nation / The Sign (1993)
- The Bridge (1995)
- Flowers / Cruel Summer (1998)
- Da Capo (2002)
- The Golden Ratio (2010)

### Đĩa đơn
| Năm                       | Đĩa đơn                    | Vị trí trên bảng xếp hạng | Vị trí trên bảng xếp hạng | Vị trí trên bảng xếp hạng | Vị trí trên bảng xếp hạng | Vị trí trên bảng xếp hạng | Vị trí trên bảng xếp hạng | Vị trí trên bảng xếp hạng | Vị trí trên bảng xếp hạng |
| Năm                       | Đĩa đơn                    | U.S. Hot 100              | U.S. Mainstream           | U.S. Dance                | Vương quốc Anh            | Canada                    | Đức                       | Thụy Điển                 | Tây Ban Nha               |
| ------------------------- | -------------------------- | ------------------------- | ------------------------- | ------------------------- | ------------------------- | ------------------------- | ------------------------- | ------------------------- | ------------------------- |
| 1993                      | "All That She Wants"       | 2                         | 1                         | 3                         | 1                         | 1                         | 1                         | 2                         | 1                         |
| 1994                      | "The Sign"                 | 1                         | 1                         | 13                        | 2                         | 1                         | 1                         | 2                         | 1                         |
| 1994                      | "Don't Turn Around"        | 4                         | 1                         | 36                        | 5                         | 1                         | 6                         | 11                        | -                         |
| 1994                      | "Living In Danger"         | 20                        | 7                         | 1                         | 18                        | 4                         | 23                        | 15                        | -                         |
| 1995                      | "Lucky Love"               | 30                        | -                         | 1                         | 20                        | 2                         | 13                        | 1                         | 8                         |
| 1995                      | "Beautiful Life"           | 15                        | -                         | 1                         | 15                        | 1                         | 20                        | 22                        | 10                        |
| 1999                      | "C'est la Vie (Always 21)" | -                         | -                         | -                         | -                         | -                         | 64                        | 38                        | 1                         |
| Tổng số đĩa đơn quán quân | Tổng số đĩa đơn quán quân  | 1                         | 3                         | 3                         | 1                         | 4                         | 2                         | 1                         | 3                         |